# Марса-Брега – Хомс – Триполі
Марса-Брега – Хомс – Триполі – газопровід у Лівії, що прямує уздовж узбережжя затоки Сідра (Великий Сирт) у західні регіони країни.
Марса-Брега розташована на узбережжі затоки Сідра на північ від великого нафтогазовидобувного району, звідки підходить газотранспортний коридор Нассер – Марса-Брега. Первісно в самій Марса-Брезі створили кілька великих споживачів, як то завод з виробництва зрідженого природного газу Брега ЗПГ,  завод метанолу (з 1977-го) та завод азотної хімії (з 1978-го),  а потім узялись за проекти транспортування блакитного палива в інші регіони країни. Спершу у 1983-му почали будівництво трубопроводу довжиною 670 кілометрів та діаметром 850 мм у західному напрямку до приморських міст Триполітанії – Місурати та Хомсу. Будівництво здійснювала радянська компанія, яка завершила його у 1989 році (в цей же період до Нассер – Марса-Брега почав надходити додатковий ресурс з родовищ Ассумуд та Сахл). Пропускна здатність газопроводу, що не мав на своєму маршруті компресорних станцій окрім як у Марса-Брезі, складала лише 4 млрд м3 на рік.
В 1999 році компанія російського походження Zangas отримала замовлення на продовження газопроводу далі на захід до столиці країни Триполі (довжина ділянки 157 км, діаметр труб той самий 850 мм). Враховуючи появу нових споживачів, до проекту також входило спорудження двох компресорних станцій на маршруті газопроводу у Sidra та Wachkah. В 2000-2003 роках підрядник виконав певний об’єм робіт, зокрема з прокладання лінійної частини, проте повністю завершити проект йому не вдалось. У 2006 році за роботи взявся новий виконавець – індійська компанія Punj Lloyd. Це дозволило у 2010 році нарешті почати подачу газу споживачам столичного регіону, проте після початку у 2011 році повстання проти Муамара Каддафі індійці покинули країну. На той момент ступінь виконання ними контрактних завдань (до яких окрім Хомс – Триполі і зазначених компресорних станцій також відносилось спорудження лінії Мелліта – Триполі) сягнув 87%. В наступні роки сторони вели перемовини щодо умов відновлення робіт, проте так і не змогли дійти до згоди. Станом на січень 2018 року індійська компанія погрожувала зверненням до арбітражу.
Серед головних споживачів блакитного палива, що транспортується трубопроводом, варто перш за все згадати металургійний комбінат у Місураті. Введений в дію у 1988 – 1990 роках, він виготовляє гарячебрикетоване залізо за технологією прямого відновлення, яка потребує великої кількості природного газу (крім того, у складі комплексу діє потужна власна ТЕС). Іншими великим споживачем стала ТЕС Хомс (доповнена новими чергами у 1990-х та 2010-х). 
Після подовження газопроводу до столиці він почав забезпечувати також ТЕС Триполі-Південь, причому проектом передбачалось підключення в перспективі також ТЕС Триполі-Захід і цементного заводу Сук-Хаміс. Нарешті, в середині 2010-х запустили в експлуатацію нову ТЕС Місурата, а на трасі газопроводу в районі міста Сирт розпочалось введення ТЕС Сиртська затока.